# ラドミル

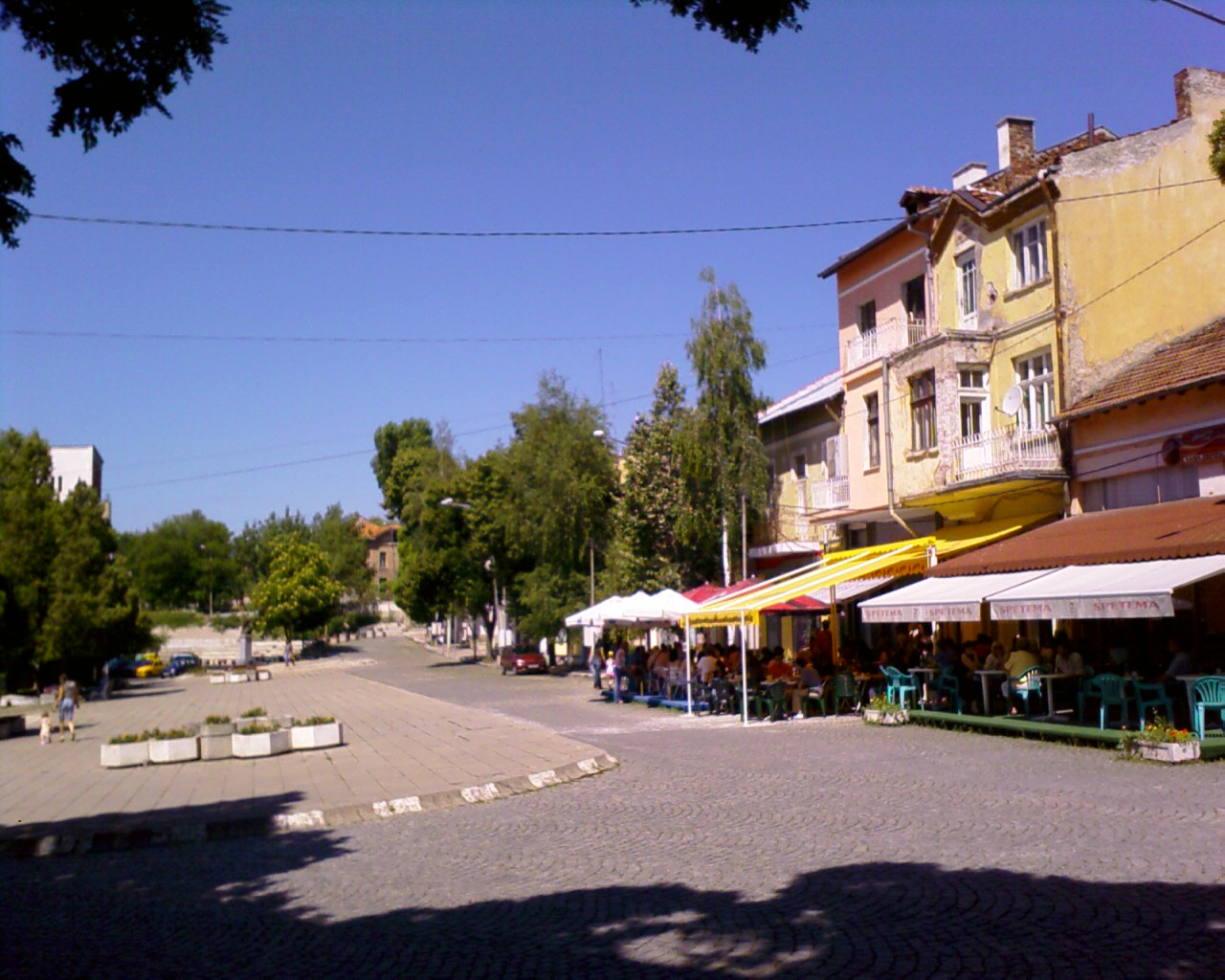
町の様子

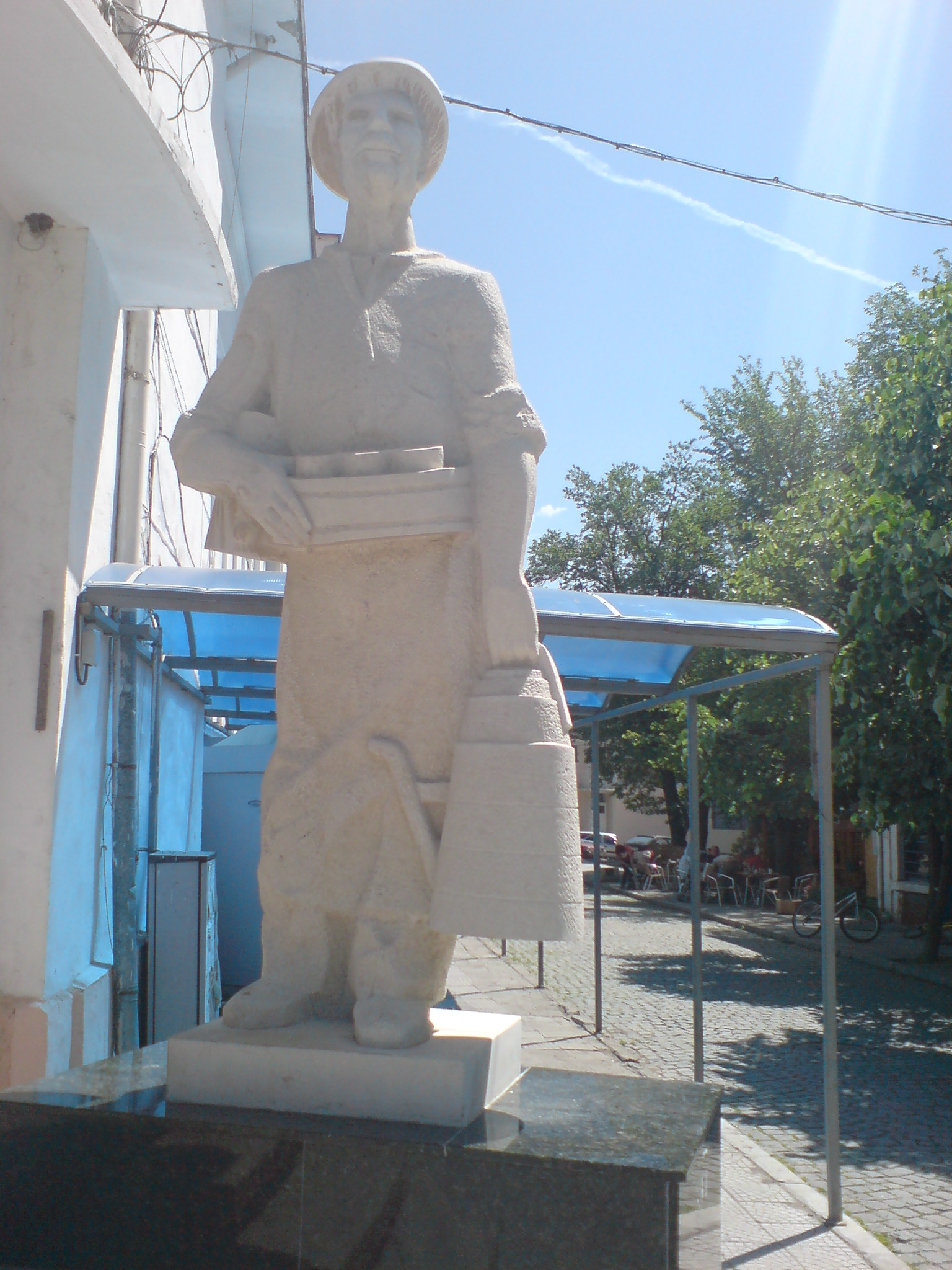
ボザ売りの像

ラドミル（Radomir (ブルガリア語: Радомир [ˈradomir])）は、ブルガリア西部の村、およびそれを中心とした基礎自治体。ペルニク州に属する。

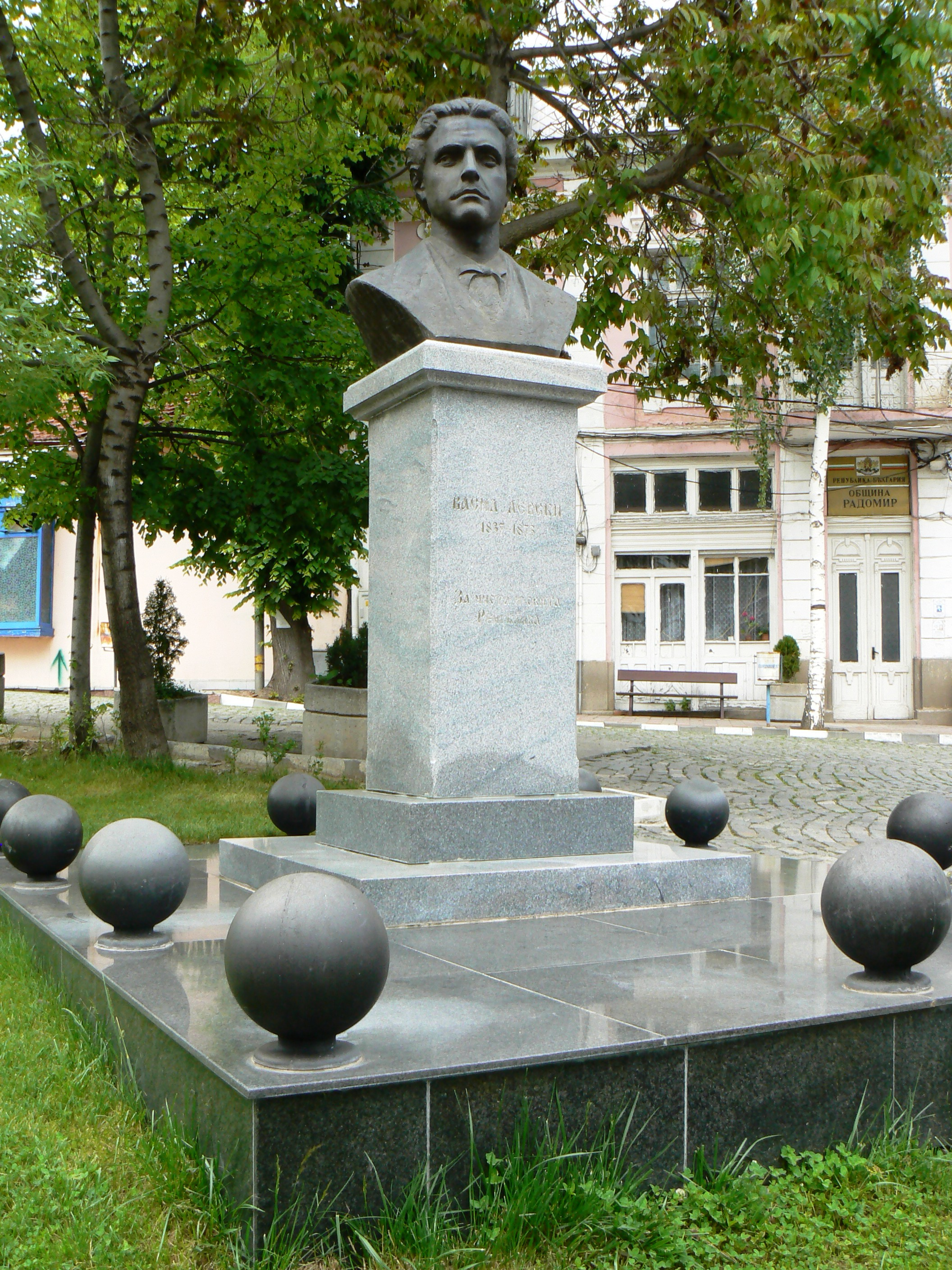
ヴァシル・レフスキの記念碑

## 歴史
ラドミルの町が歴史上初めて文献に現われるのは15世紀であり、「Uradmur」として記されている。現在の「ラドミル」という名前は最も古いもので1488年に現われる。町の名前はラドミルという人名かその形容詞形に直接由来している。
1918年、フェルディナント治世のブルガリア王国では、バルカン戦争参戦に反対し、また第一次世界大戦において中央同盟国側に加わることに反対してアレクサンドル・スタンボリスキが投獄された。軍紀を回復することと引き換えに国王フェルディナンドはスタンボリスキの釈放を認めた。しかしスタンボリスキは釈放されると反乱に身を投じ、ラドミルにてブルガリアの共和制を宣言した。（ラドミル共和国）スタンボリスキの支持者はソフィアへの攻撃を試みた。ラドミルの反乱者たちは、王党派のブルガリア軍とドイツ軍によって鎮圧されたものの、ブルガリアの敗戦によってドイツ軍はまもなく撤退していった。

## みどころ
バイカルスコ（Байкалско / Baykalsko）は、自然が保護された静かで美しい村である。聖生神女聖堂は、19世紀に部分的に破壊されたものの修復され、また鐘楼の修復もされた。村長の事務所と郵便局が聖堂の向かい側にある。村に住むのは少数の老人のほかは、季節的に訪れる訪問滞在者である。コニャヴォ山（Коняво / Konyavo）へと続く良好に保存された自然と、チョクリョヴォ湿地（Чокльово блато / Choklyovo blato）は村の観光資源となっている。村の古い名前チョクリョヴォは使われなくなった。
チョクリョヴォ湿地は自然保護区に指定され、珍しい種類の鳥類が住み、また療養効果のある泥の堆積地となっている。湖を見渡す村には、泥と棒で作られた伝統的な家屋が残されている。また、1970年代、1980年代、あるいはそれ以降の建物は少数である。中世の領主が、湖の対岸に住み、村の建物は全て彼のほうを向く造りとするよう命じたとの言い伝えが残されている。実際に、村の家々は、眺めの美しい湖の方向に窓や玄関が向いている。

## ラドミルにちなむ呼称
南極大陸、サウス・シェトランド諸島、リヴィングストン島のラドミル丘（Radomir Knoll）は、ラドミルにちなんで命名された。

## 町村
ラドミル基礎自治体（Община Радомир）にはその中心であるラドミルをはじめとする、以下の町村（集落）が存在している。
- バイカルスコ
- ベラニツァ
- ボボラツィ
- ボルナレヴォ
- チェルヴェナ・モギラ
- チュコヴェツ
- ゴルナ・ディカニャ
- ガラブニク
- Debeli lag
- ドルナ・ディカニャ
- Dolni Rakovets
- ドラゴミロヴォ
- ドレン
- ドルガン
- Jedna
- Jitusha
- イズヴォル
- カシラグ
- クレノヴィク
- Kondofrey
- コパニツァ
- コシャリテ
- ネゴヴァンツィ
- ニコラエヴォ
- Potsurnentsi
- Priboy
- Radibosh
- スタロ・セロ
- ステファノヴォ
- ウグリャルツィ
- Vladimir